# Marietta (Ohio)
Marietta ist eine City und Sitz der County-Verwaltung (County Seat) des Washington County im US-Bundesstaat Ohio. Bei der Volkszählung des Jahres 2020 wurden 13.385 Einwohner gezählt. Sie war die älteste Stadtgründung des Nordwest-Territoriums (heute US-Bundesstaat Ohio).

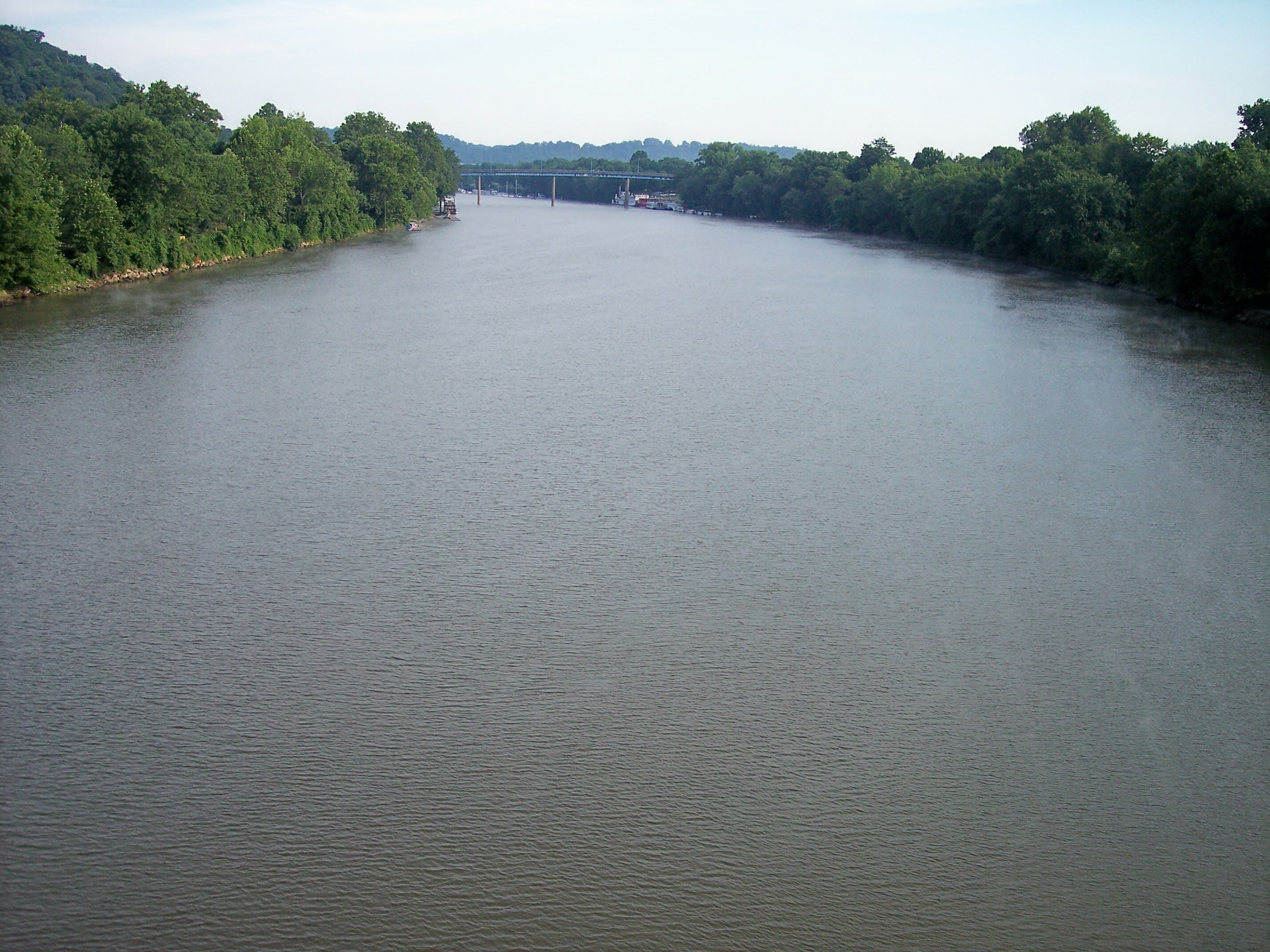
Der Muskingum River, Blick von der Putnam Street Bridge in Marietta flussaufwärts

## Geschichte
Im Jahr 1788 kam eine Gruppe von 48 Männern der Ohio Company of Associates am Zusammenfluss von Muskingum River und Ohio River an und nahm dort die erste Stadtgründung des neu gegründeten Nordwestterritoriums vor. Die Stadt wurde zuerst Adelphia genannt und später von der Gruppe um den General James Mitchell Varnum, zu Ehren von Marie-Antoinette, der Königin von Frankreich „Marietta“ umbenannt. Die Umbenennung erfolgte aus Dankbarkeit für die französische Hilfeleistung, die junge Republik beim Kampf um die Unabhängigkeit von Großbritannien zu unterstützen.
Siehe auch: Hopewell-Kultur

## Demografie
Nach der Volkszählung im Jahr 2000 lebten hier 14.515 Menschen in 5904 Haushalten und 3501 Familien. Die Bevölkerungsdichte betrug 674 pro km². Es wurden 6609 Wohneinheiten erfasst. Ethnisch betrachtet setzte sich die Bevölkerung zusammen aus 96,31 % weißer Bevölkerung, 1,08 % Afroamerikanern, 0,46 % amerikanischen Ureinwohnern, 0,71 % Asiaten, 0,06 % (acht bis neun) Bewohnern aus dem pazifischen Inselraum und 0,28 % aus anderen ethnischen Gruppen; 1,11 % gaben die Abstammung von mehreren Ethnien an. 0,79 % der Einwohner waren spanischer oder lateinamerikanischer Abstammung.
Von den 5904 Haushalten hatten 27,2 % Kinder oder Jugendliche, die mit ihnen zusammen lebten. 42,4 % waren verheiratete, zusammenlebende Paare, 13,1 % waren allein erziehende Mütter und 40,7 % waren keine Familien. 35,1 % bestanden aus Singlehaushalten und in 14,6 % lebten Menschen im Alter von 65 Jahren oder darüber. Die durchschnittliche Haushaltsgröße betrug 2,21, die durchschnittliche Familiengröße 2,86 Personen.
Die Bevölkerung verteilte sich auf 20,9 % unter 18 Jahren, 14,0 % von 18 bis 24 Jahren, 25,1 % von 25 bis 44 Jahren, 22,3 % von 45 bis 64 Jahren und 17,7 % von 65 Jahren oder älter. Das durchschnittliche Alter (Median) betrug 38 Jahre. Auf 100 weibliche Personen kamen 87,1 männliche Personen und auf 100 Frauen im Alter von 18 Jahren oder darüber kamen 82,8 Männer.
Das jährliche Durchschnittseinkommen eines Haushalts (Median) betrug 29.272 US-$, das Durchschnittseinkommen einer Familie 36.042 $. Männer hatten ein Durchschnittseinkommen von 30.683 $, Frauen 22.085 $. Das Pro-Kopf-Einkommen betrug 18.021 $. Unter der Armutsgrenze lebten 13,6 % der Familien und 16,9 % der Einwohner, darunter 24,6 % unter 18 Jahren und 10,4 % im Alter von 65 Jahren oder älter.
Die folgende Tabelle listet die Bevölkerungszahlen von Marietta seit 1830 gemäß den Ergebnissen der Volkszählungen 1830 bis 2020 durch das United States Census Bureau:
| Jahr | Einwohner |
| ---- | --------- |
| 1830 | 1.207     |
| 1840 | 1.814     |
| 1850 | 3.175     |
| 1860 | 4.323     |
| 1870 | 5.218     |
| 1880 | 5.444     |
| 1890 | 8.273     |
| 1900 | 13.348    |
| 1910 | 12.923    |
| 1920 | 15.140    |

| Jahr | Einwohner |
| ---- | --------- |
| 1930 | 14.285    |
| 1940 | 14.543    |
| 1950 | 16.006    |
| 1960 | 16.847    |
| 1970 | 16.861    |
| 1980 | 16.467    |
| 1990 | 15.026    |
| 2000 | 14.515    |
| 2010 | 14.085    |
| 2020 | 13.385    |

## Bildung
Zum Marietta City School District gehören eine High School, eine Middle School und vier Elementary Schools, die von ca. 3000 Schülern aus Marietta, Reno, Devola, Harmar und Oak Grove besucht werden.
In der Nähe des Stadtzentrums befindet sich das 1835 gegründete Marietta College. Es handelt sich um ein koedukatives, nicht konfessionelles College in privater Trägerschaft mit 111 Lehrkräften und ca. 1200 Studenten (Stand 2019/2020).

## Söhne und Töchter
- John Brough (1811–1865), Politiker und der 26. Gouverneur von Ohio
- Eliakim Hastings Moore (1862–1932), Mathematiker
- Charles Gates Dawes (1865–1951), Bankier, Politiker und 30. Vizepräsident der Vereinigten Staaten von Amerika
- Howard Johnson Lucas (1885–1963), Chemiker und Hochschullehrer
- Wilbur Schramm (1907–1987), Kommunikationswissenschaftler und Hochschullehrer
- Cloyd Duff (1915–2000), Paukist
- Dewey Follett Bartlett (1919–1979), Politiker; Senator und Gouverneur von Oklahoma
- Richard M. Krause (1925–2015), Immunologe, Mikrobiologe und Hochschullehrer
- Larry Dickson (* 1938), Autorennfahrer
- Althea Flynt (1953–1987), Ehefrau von Larry Flynt und Mitverlegerin des Erotikmagazins Hustler
- Brian Moynihan (* 1959), Manager